# Adicción (novela)
Adicción (título original en inglés: Stargazer) es la segunda parte de una serie de cinco libros escritos por la autora estadounidense Claudia Gray. El libro se publicó el 24 de marzo de 2009 en Estados Unidos y el 3 de abril del mismo año en España. La saga está formada por los libros: Medianoche (novela), Adicción, Despedida (novela), Renacer (novela) y Balthazar.

## Argumento
Aunque ya ha empezado el curso y han vuelto Vic y Raquel, Bianca se siente sola cada minuto del día. Echa tanto de menos a Lucas que, en ocasiones, le cuesta incluso respirar. No le importa que los de la Cruz Negra sean enemigos naturales de los vampiros y, por extensión, enemigos suyos; porque Lucas y ella han demostrado muchas veces que eso no iba a abrir una brecha entre ellos.
Cuando Vic Regresa a Medianoche de su vacaciones de verano, le entrega a Bianca una carta donde Lucas la cita para encontrarse con ella, en un pueblito cercano a Medianoche. Ella le inventa a sus padres que va a ver una lluvia de meteoritos en el cielo, y ellos le dan permiso de salir del internado. Bianca llega al pueblito pero se encuentra perdida porque no sabe dónde queda la estación de trenes. De pronto se encuentra con una pequeña vampira llamada Charity quien le dice que la quiere acompañar porque no desea estar sola, haciendo que Bianca tenga compasión por ella y pasan un buen rato juntas, hasta que llega a la estación y Lucas llega también, pero se encuentra a Bianca con Charity, lo cual lo alarma puesto que él estaba dando caza a la vampira, se abalanza sobre ella y comienza una lucha. Bianca pasa toda su velada en la sede de la Cruz Negra e incluso tratan de cazar a Charity pero esta vez con todo el equipo. Lucas lleva de vuelta a Bianca a la cercanía de Medianoche para que ella pueda volver. Al bajarse Bianca del auto, es sorpredida por Balthazar quien decide contar todo a los padres de Bianca, pero ella le dice que Lucas no es malo ya que dejó escapar a una vampira joven. Balthazar le pide que se la describa, y se da cuenta de que Charity es su hermana, a la que él mismo había convertido. Entonces él promete mantener el secreto de Bianca y ayudarla a salir del internado para ver a Lucas, si ella promete que tampoco le contará a nadie el regreso de su hermana, que también lo ayudará a encontrarla y no dejar que la Cruz Negra la atrape.
Lejos de esto la historia se complica, Charity la hermana de Balthazar les causa problemas. 
Bianca es perseguida por fantasmas y la reclaman como suya, dejando así despejada la duda de su milagroso nacimiento, también la complicada relación que esta llevó con Balthazar, Lucas le pide escapar, pero Charity los traiciona al dejar al descubierto una mentira que orilla a Bianca a dejar la fortaleza de medianoche.

Curiosidades:  
El libro en su capítulo 5 hace referencia a Crepúsculo (otra novela del mismo género, al decir Bianca, que el verdadero día inicia en el crepúsculo y no en  amanecer).